# Sepp Kuss
Sepp Kuss (Durango, 13 september 1994) is een Amerikaans wielrenner die vanaf 2018 rijdt voor Team Jumbo-Visma. In 2023 won hij de Ronde van Spanje.

## Carrière
Kuss was in de jeugdreeksen voornamelijk actief in het mountainbiken. In 2014 werd Kuss derde op het nationale kampioenschap crosscountry voor beloften. Een jaar later deed hij eindigde hij een plek hoger en werd vice-kampioen. Vanaf 2016 ging Sepp Kuss zich meer toeleggen op het wegwielrennen. Aanvankelijk voor de amateurploeg Gateway Harley Davidson / Trek. Nadat hij in juni 2016 zijn eerste UCI-zege, de tweede etappe in de Tour de Beauce, op zijn naam schreef maakte hij de overstap naar Rally Cycling. Ook gedurende het wielerseizoen van 2017 reed Kuss voor dit team. Hij werd onder meer vijftiende in het eindklassement van de Joe Martin Stage Race en achtste in dat van de Ronde van de Gila. In mei maakte hij zijn eerste opwachting in de Ronde van Californië, die dat jaar voor het eerst deel uitmaakte van de UCI World Tour. In de Ronde van Utah droeg hij één dag de leiderstrui, nadat hij tweede was geworden in de tweede etappe. In september werd hij tweede in het eindklassement van de Ronde van Alberta.
In 2018 werd Kuss prof bij Team LottoNL-Jumbo. Bij deze ploeg groeide hij uit tot een van de meest gewaardeerde knechten in het peloton. Vooral in de grote rondes is hij belangrijk geweest voor zijn team. Zo hielp hij Primož Roglič (Vuelta 2019, Vuelta 2020, Vuelta 2021 en Giro 2023) en Jonas Vingegaard (Tour 2022 en Tour 2023) aan verschillende overwinningen in grote wielerrondes. 
Naast zijn werk als knecht is hij ook regelmatig voor zijn eigen kans gegaan. Zo won hij op 8 september 2019 de 15e etappe in de Ronde van Spanje. Op 11 juli 2021 schreef hij de 15e etappe in de Ronde van Frankrijk op zijn naam.
In 2023 reed Kuss alle drie de grote rondes in één jaar. De Giro en de Tour reed hij in dienst van uiteindelijke eindwinnaars Roglič (Giro) en Vingegaard (Tour). In de Vuelta startte hij oorspronkelijk ook als knecht, maar hij won vanuit de vlucht de 6e etappe, hierdoor kwam hij hoog in het algemene klassement te staan. In de 8e etappe nam hij de leiderstrui over van Lenny Martinez en wist die trui de rest van de ronde te behouden. Uiteindelijk stond Kuss met zijn twee ploeggenoten Vingegaard (2e) en Roglič (3e) op het eindpodium van deze Vuelta, hierdoor wist de ploeg in hetzelfde jaar alle drie grote rondes te winnen met drie verschillende renners.

## Palmares

### Overwinningen
2016 - 1 zege
2e etappe Tour de Beauce
2018 - 4 zeges
2e, 5e en 6e etappe Ronde van Utah
Eind- en bergklassement Ronde van Utah
2019 - 1 zege
15e etappe Ronde van Spanje
2020 - 1 zege
5e etappe Critérium du Dauphiné
2021 - 1 zege
15e etappe Ronde van Frankrijk
2022 - 1 zege
1e etappe Ronde van Spanje (TTT)
2023 - 2 zeges
6e etappe Ronde van Spanje
Eindklassement Ronde van Spanje
2024 - 2 zeges
Bergklassement Ronde van het Baskenland
3e etappe Ronde van Burgos
Eindklassement Ronde van Burgos

#### Resultaten in voornaamste wedstrijden
| Jaar | Ronde van Italië | Ronde van Frankrijk | Ronde van Spanje |
| ---- | ---------------- | ------------------- | ---------------- |
| 2018 |                  |                     | 65e              |
| 2019 | 56e              |                     | 29e (1)          |
| 2020 |                  | 15e                 | 16e              |
| 2021 |                  | 32e (1)             | 8e               |
| 2022 |                  | 17e                 | opgave           |
| 2023 | 14e              | 12e                 | ↑ (1)            |
| 2024 |                  |                     | 14e              |
| 2025 |                  | 17e                 |                  |

| Jaar | Luik-Bast.‑Luik | Ronde van Lombardije | Strade Bianche | Clásica San Sebastián |  | WK op de weg |  | Wereldranglijsten |
| ---- | --------------- | -------------------- | -------------- | --------------------- |  | ------------ |  | ----------------- |
| 2018 |                 |                      | 53e            |                       |  | opgave       |  | 262e (UWR)        |
| 2019 |                 | 34e                  |                | 25e                   |  |              |  | 302e (UWR)        |
| 2020 |                 |                      |                |                       |  | 53e          |  | 116e (UWR)        |
| 2021 |                 |                      |                |                       |  |              |  | 115e (UWR)        |
| 2022 | 54e             |                      | 31e            |                       |  |              |  | 307e (UWR)        |
| 2023 |                 |                      |                |                       |  |              |  | 16e (UWR)         |
| 2024 |                 |                      | opgave         | 34e                   |  |              |  | 168e (UWR)        |
| 2025 |                 |                      |                |                       |  |              |  |                   |

### Resultaten in kleinere rondes
| Jaar | Ronde van de VAE | Tirreno-Adriatico | Ronde van Catalonië | Ronde van het Baskenland | Ronde van Romandië | Ronde van Californië | Critérium du Dauphiné | Ronde van Zwitserland | Ronde van Burgos | Ronde van Guangxi |
| ---- | ---------------- | ----------------- | ------------------- | ------------------------ | ------------------ | -------------------- | --------------------- | --------------------- | ---------------- | ----------------- |
| 2017 |                  |                   |                     |                          |                    | 28e                  |                       |                       |                  |                   |
| 2018 |                  |                   |                     | opgave                   |                    | 43e                  | 34e                   |                       |                  | 60e               |
| 2019 |                  |                   | opgave              | 95e                      |                    |                      | 26e                   |                       |                  |                   |
| 2020 |                  |                   |                     |                          |                    |                      | 10e (1)               |                       | 20e              |                   |
| 2021 | 16e              |                   | 12e                 |                          | 14e                | 23e                  |                       |                       |                  |                   |
| 2022 |                  | 68e               |                     | opgave                   | 12e                |                      | opgave                |                       |                  |                   |
| 2023 | 5e               |                   | 19e                 |                          |                    |                      |                       |                       |                  |                   |
| 2024 |                  |                   | 13e                 | 41e                      |                    | opgave               |                       | ↑ (1)                 |                  |                   |
| 2025 |                  |                   | 23e                 | opgave                   |                    | 13e                  |                       |                       |                  |                   |

(*) tussen haakjes aantal individuele etappeoverwinningen

## Ploegen
- 2016 –  Rally Cycling (vanaf 25-5)
- 2017 –  Rally Cycling
- 2018 –  Team LottoNL-Jumbo
- 2019 –  Team Jumbo-Visma
- 2020 –  Team Jumbo-Visma
- 2021 –  Team Jumbo-Visma
- 2022 –  Team Jumbo-Visma
- 2023 –  Jumbo-Visma
- 2024 –  Visma-Lease a Bike
- 2025 –  Team Visma-Lease a Bike

Battaglin · Bennett · Boom · Bouwman · Clement · De Tier · Eenkhoorn · van Emden · Gesink · Groenewegen · Jansen · Kruijswijk · Kuss · Leezer · Lindeman · Martens · Olivier · van Poppel · Powless · Roglič · Roosen · Tankink · Tolhoek · Van Hoecke · Wagner · Wynants
Van Aert · Bennett · Bouwman · De Plus · Dumoulin · Eenkhoorn · Foss · Gesink · Groenewegen · Harper · Hofstede · Jansen · Kruijswijk · Kuss · Leezer · Lindeman · Martens · Martin · Pfingsten · Roglič   · Roosen · Teunissen · Tolhoek · Van der Hoorn · Van Emden · Vingegaard · Wynants
Van Aert · Affini · Bennett · Bouwman · Dekker · van Dijke (vanaf 5 september) · Dumoulin · Eenkhoorn · Van Emden · Foss · Gesink · Groenewegen · Harper · Hofstede · Van Hooydonck · Kooij (vanaf 18 februari) · Kruijswijk · Kuss · Leemreize · Martens (t/m 30 mei) · Martin · Oomen · Pfingsten · Roglič   · Roosen · Teunissen · Tolhoek · Vingegaard · Wynants (t/m 4 april)
Affini · Benoot · Bouwman · Dekker · Dennis · Dumoulin (tot 15/8) · Eenkhoorn · Foss   · Gesink · Harper · Hessmann · Hofstede · Kooij · Kruijswijk · Kuss · Laporte · Leemreize · Oomen · Roglič   · Roosen · Teunissen · Vader · Van Aert · Van der Sande · M. van Dijke · T. van Dijke · Van Emden · Van Hooydonck · Vingegaard · Gloag (stagiair)
Affini · Benoot · Bouwman · Dennis · Foss   · Gesink · Gloag · Hessmann · Hofstede · Kelderman · Kooij · Kruijswijk · Kuss · Laporte  · Leemreize · Oomen · Roglič   · Roosen · Tratnik · Vader · Valter · Van Aert · van Baarle · Van der Sande · M. van Dijke · T. van Dijke · Van Emden · Van Hooydonck · Vingegaard
Affini · Benoot · Bouwman · Gesink · Gloag · Hagenes · Heßmann · Jorgenson · Kelderman · Kooij · Kruijswijk · Kuss · Laporte  · Lemmen · Staune-Mittet · Tratnik · Tulett · Uijtdebroeks · Vader · Valter · Van Aert · van Baarle · van Belle · Van der Sande · M. van Dijke · T. van Dijke · Vermote · Vingegaard